# Teofil Mazur (podpułkownik)
Teofil Mazur (ur. 20 grudnia 1883, zm. 1940 w ZSRR) – podpułkownik łączności Wojska Polskiego, ofiara zbrodni katyńskiej.

## Życiorys
Urodził się 20 grudnia 1883 jako syn Jana. W czasie I wojny światowej walczył w szeregach cesarsko-królewskiej Obrony Krajowej. Na stopień podporucznika rezerwy został mianowany ze starszeństwem z 1 lutego 1917 roku. W 1918 roku jego oddziałem macierzystym był 16 pułk strzelców.
1 czerwca 1921 roku pełnił służbę w Wojskowej Dyrekcji Telegrafów i telefonów nr 1, a jego oddziałem macierzystym był 2 baon zapasowy telegraficzny. Po odzyskaniu przez Polskę niepodległości został przyjęty do Wojska Polskiego. Został awansowany do stopnia majora łączności ze starszeństwem z dniem 1 czerwca 1919. W latach 1923–1924 służył w Szefostwie Łączności Dowództwa Okręgu Korpusu Nr I w Warszawie, pozostając oficerem nadetatowym 2 pułk łączności w Jarosławiu. Jego przełożonym był wówczas płk Ignacy Niepołomski, który także był ofiarą zbrodni katyńskiej. Został awansowany do stopnia pułkownika łączności ze starszeństwem z dniem 15 sierpnia 1924. W czerwcu 1927 roku został przeniesiony z 1 do 4 Okręgowego Szefostwa Łączności w Łodzi na stanowisko szefa. W kwietniu 1928 roku został przeniesiony na stanowisko oficera placu we Włodzimierzu Wołyńskim. 12 marca 1929 został zwolniony z zajmowanego stanowiska i pozostawiony bez przynależności służbowej z równoczesnym oddaniem do dyspozycji dowódcy Okręgu Korpusu Nr II. Z dniem 30 listopada 1929 został przeniesiony w stan spoczynku.
Po wybuchu II wojny światowej, kampanii wrześniowej 1939 i agresji ZSRR na Polskę z 17 września 1939 został aresztowany przez Sowietów. Na wiosnę 1940 został zamordowany przez NKWD. Jego nazwisko znalazło się na tzw. Ukraińskiej Liście Katyńskiej opublikowanej w 1994 (został wymieniony na liście wywózkowej 55/5-40 oznaczony numerem 1799). Ofiary tej części zbrodni katyńskiej zostały pochowane na otwartym w 2012 Polskim Cmentarzu Wojennym w Kijowie-Bykowni.

## Odznaczenie
- Brązowy Medal Waleczności[1]